# Dentifovea fulvifascialis
Dentifovea fulvifascialis är en fjärilsart som beskrevs av Hugo Theodor Christoph 1887. Dentifovea fulvifascialis ingår i släktet Dentifovea och familjen Crambidae. Inga underarter finns listade i Catalogue of Life.